# Лепкий Левко Сильвестрович
Лев (Левко) Сильвестрович Ле́пкий (літературні псевдоніми: Леле, Оровець, Льоньо, Швунг, Зиз; 7 грудня 1888, Поручин — 28 жовтня 1971, Трентон) — український поет, прозаїк, журналіст, редактор, композитор, художник. Син Сильвестра, брат Богдана та Миколи Лепких.

## Життєпис
Ще навчаючись у Бережанській гімназії та під час університетських студій у Львові, Лев Лепкий поринає у вир громадського і культурного життя, організовує театральні гуртки молоді, виступає з хорами в селах і містечках Галичини. Під час навчання у Краківській академії мистецтв разом зі студентськими аматорськими театральними та співочими гуртками їздив на виступи на Буковину, до Німеччини та Австрії.
Разом із друзями організував Січові організації на Бережанщині та в околицях Борислава. Один з визначних діячів товариства «Сокіл» до Першої світової війни. Згодом перейшов до «Пласту».
Поручник резерву армії Австро-Угорщини. З початком Першої світової стає одним із перших організаторів Легіону Українських Січових Стрільців (УСС). Служив, зокрема, у ІІІ курені УСС, де у званні поручника був командантом кінної сотні, брав участь у боях поблизу Кам'янця. Разом з Романом Купчинським, Михайлом Гайворонським, Юрієм Шкрумеляком, Антоном Лотоцьким творив стрілецькі пісні й інші художні твори, в яких закарбовано історію УСС. Автор низки пам'ятників на могилах січових стрільців, зокрема у Винниках біля Львова.
Після закінчення війни Левко Лепкий активно займався літературною, редакторською роботою. У 1931—1939 роках працював директором українського курорту «Черче» біля Рогатина, був одним із його співзасновників.
У 1939 році, з початком Другої світової війни, виїхав до Кракова, де жив і працював його брат Богдан, а відтак — до США.
У США включився в громадське життя української діаспори, відновив видавництво «Червона Калина», публікував спогади, оповідання, вірші та нові пісні.

## Творчість
Найбільше відомий як автор широко популярних стрілецьких пісень, зокрема, «Гей, видно село», «Бо війна війною», «Колись, дівчино мила», мелодією до знаменитих «Журавлів» його старшого брата Богдана Лепкого.
Літературна спадщина Лева Лепкого, зокрема, твори стрілецького та міжвоєнного періодів, що були опубліковані раніше, а також взяті з рукописного архіву поета, зібрані у книзі «Лев Лепкий. Твори».
Окремі твори:
- Ле-ле: Перший голова Ревкому, фарса на 1 дію зі співами, дієвих осіб 7. 20 стор. — вид. «Русалка»
- Ле-ле: Після равту, фарса на 1 дію зі співами. Дієвих осіб 6. 24 стор. — вид. «Русалка»

Левко Лепкий, базуючись на козацьких традиціях, розробив новий головний убір, так звану мазепинку,для УСС.

## Вшанування пам'яті
7 грудня 2018 року на державному рівні в Україні відзначається пам'ятна дата — 130 років з дня народження Левка (Льва) Лепкого (1888—1971), письменника, видавця, редактора, композитора, художника.

## Галерея

«Капітула» — штаб ордену «Лицарів Залізної Остроги». Лепкий третій зліва.
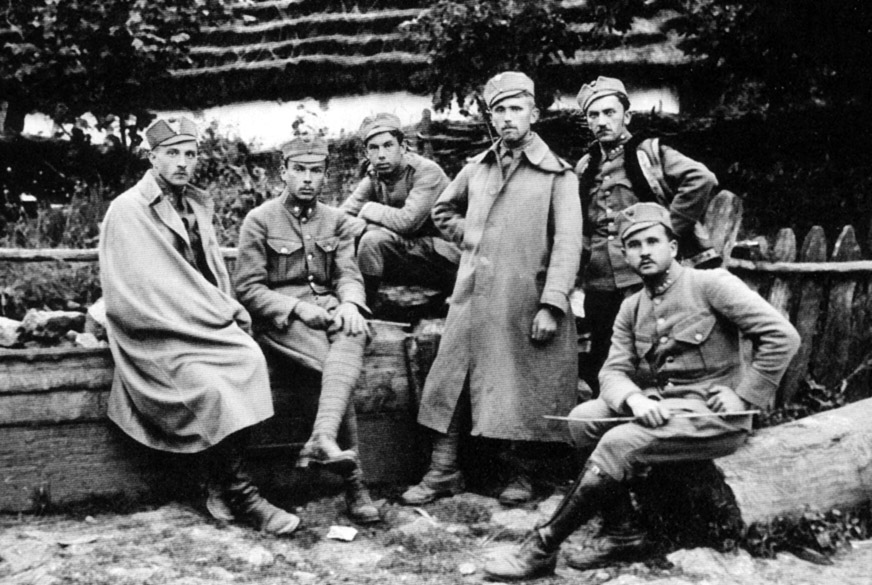
Гурток Пресової Кватири у полку УСС, липень 1916 р. Зліва направо: Роман Купчинський, Іван Іванець, Василь Оробець, Василь Дзіковський, Лев Лепкий, Теофіл Мойсейович